# Danas Pozniakas
Danas Pozniakas także Dan Pozniak ros. Дан Иванович Позняк (ur. 19 października 1939 w  Tołczach koło Białegostoku, zm. 4 lutego 2005 w Wilnie) – litewski bokser walczący w barwach ZSRR, mistrz olimpijski z 1968 i trzykrotny mistrz Europy.

## Kariera sportowa
Występował w wadze półciężkiej (do 81 kg). Zdobył srebrny medal na mistrzostwach Europy w 1963 w Moskwie, przegrywając w finale ze Zbigniewem Pietrzykowskim. Nie wystąpił na igrzyskach olimpijskich w 1964 w Tokio, ponieważ przegrał krajową rywalizację z Aleksiejem Kisielowem.
Zwyciężył na mistrzostwach Europy w 1965 w Berlinie i na mistrzostwach Europy w 1967 w Rzymie, w obu przypadkach wygrywając w finale z Peterem Gerberem z RFN.
Na igrzyskach olimpijskich w 1968 w Meksyku Pozniakas wywalczył złoty medal, wygrywając w finale walkowerem z Ionem Moneą z Rumunii. Zdobył trzeci tytuł mistrzowski na mistrzostwach Europy w 1969 w Bukareszcie, wygrywając w finale z Moneą. Po tych zawodach zakończył karierę bokserską.
Pozniakas był mistrzem ZSRR w wadze półciężkiej w 1962, 1965, 1967 i 1968, wicemistrzem w 1960 (w wadze średniej do 75 kg) oraz brązowym medalistą w 1961 i 1964.
Po zakończeniu kariery był sędzią bokserskim. Zmarł na zawał serca.
W 1965 otrzymał tytuł Zasłużonego Mistrza Sportu ZSRR. Było odznaczony Orderem Czerwonego Sztandaru Pracy.
W Wilnie jest organizowany międzynarodowy bokserski turniej młodzieżowy imienia Danasa Pozniakasa.